# Elise Schaap

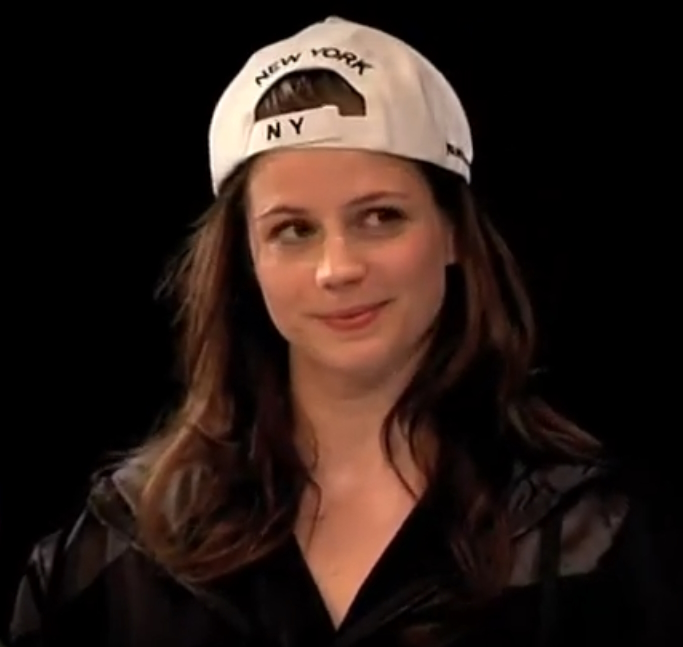
Elise Schaap, 2012

Elise Schaap (* 21. September 1982 in Rotterdam) ist eine niederländische Schauspielerin und Sängerin.

## Karriere
Nach ihrem Besuch der Mittelschule studierte sie Kommunikationswissenschaften an der Universiteit van Amsterdam und erhielt kurz darauf eine feste Rolle in der Jugendserie Hotnews.nl (2005–2007). Schaap besuchte anschließend bis 2009 die Academie voor Theater en Dans Amsterdam. Bereits während des Studiums erhielt sie eine der Hauptrollen in der niederländischen Filmproduktion Bride Flight.
Nach Ende des Studiums stellte sie in dem italienischen Zweiteiler Die Swingmädchen zusammen mit Lotte Verbeek und Andrea Osvárt die Gesangsgruppe Trio Lescano dar. Hierfür erhielten die drei Schauspielerinnen auf dem Festival de Télévision de Monte-Carlo 2011 die Nymphe d’Or („Goldene Nymphe“) in der Kategorie Beste Schauspielerin. Danach folgen Rollen u. a. in den Filmen Sekjoeritie, Valentino und Afscheid van de maan. Sie tritt regelmäßig in der Jugendsendung Het Klokhuis auf. In weiteren (edukativen) Jugendserien wie Welkom bij de Romeinen und Welkom in de Gouden Eeuw ist sie ebenfalls zu sehen. Weitere Serien und Formate, in denen Schaap mitwirkte, waren das Improvisationsformat De vloer op, die Kabarettsendung Koefnoen, die Krimiserie Hart tegen Hard (auf Net5) und die belgische Netflixserie Undercover und deren Prequels um den Charakter Ferry (Film und Serie). An der Seite von Linda de Mol trat sie in der komischen Familienserie Familie Kruys (2015–2019) auf.
Schaap ist auch am Theater zu sehen. So spielte sie u. a. bei der Toneelgroep Amsterdam, dem Rotterdamer RO Theater, dem Amsterdamer Orkater und dem ebenfalls dort beheimateten DeLaMar Theater. Für ihre Rolle in De terugkeer van Hans en Grietje erhielt sie 2016 den Musical-Preis für die beste weibliche Hauptrolle.
In 2014 spielte sie die Rolle der Rachel Hazes in dem von Joop van den Ende produziertem Musical Hij Gelooft in Mij. Neben ihrer schauspielerischen Tätigkeiten ist sie regelmäßig als Voiceover zu hören. Von Dezember 2015 bis September 2017 präsentierte Schaap zusammen mit Bob Stoop die satirische Talkshow Nederland Gezellig im Internet.
Seit 2016 wirkt Schaap in der Parodiesendung De TV Kantine auf RTL 4 mit und stellt bekannte Niederländer nach, so u. a. Sylvie Meis, Chantal Janzen, Estelle Cruijff, Lil' Kleine, Maan, Nikkie Plessen, Davina Michelle und auch Königin Máxima. Sie persiflierte auch das Lied Dinge-dong des niederländischen Eurovisionsgewinners von 1975 Teach-In.

## Auszeichnungen
- 2007: Der Preis für die Beste Schauspielerin auf dem Sapporo International Kurzfilmfestival für ihre Rolle in Liefde, dood en luchtgitaar.
- 2011 die Goldene Nymphe auf dem Festival de Télévision de Monte-Carlo für Die Swingmädchen.
- 2014 Für Afscheid van de maan wurde Schaap  für den Filmpreis Goldenes Kalb nominiert und erhielt im gleichen Jahr bei einem der Filmfestivals im rumänischen Cluj-Napoca den Preis für die beste Schauspielerin.
- 2016 erhielt sie den Musical Award voor beste vrouwelijke hoofdrol (die beste weibliche Hauptrolle) in De terugkeer van Hans en Grietje.
- 2019, 2020 und 2021 wurde Elise Schaap anlässlich der Gouden Televizier-Ring Gala zur besten Schauspielerin des jeweiligen Jahres gekürt.[3]

## Privatleben
Elise Schaap lebt in einer Beziehung mit dem Schauspieler Wouter de Jong. Ihre gemeinsame Tochter Ava kam im Juli 2015 zur Welt.

## Filmografie
| Jahr | Titel                                  | Rolle          |
| ---- | -------------------------------------- | -------------- |
| 2022 | Faithfully yours                       | Isabel Luijten |
| 2021 | Mijn vader is een vliegtuig            | Eva            |
| 2021 | Ferry                                  | Danielle       |
| 2019 | Wat is dan Liefde                      | Cato de Deugd  |
| 2019 | April, May en June                     | May            |
| 2017 | Weg van Jou                            | Esther         |
| 2015 | Ja, ik wil!                            | Roos           |
| 2014 | Afscheid van de maan                   | Mary           |
| 2013 | Valentino                              | Monique        |
| 2013 | Matterhorn                             | Trudy          |
| 2012 | Jackie – Wer braucht schon eine Mutter | Rosa           |
| 2010 | Le ragazze dello swing                 | Kitty          |
| 2009 | Sekjoeritie                            | Tjitske        |
| 2008 | Bride Flight                           | Marjorie       |
| 2006 | Liefde, dood & luchtgitaar             | Laura          |

| Jahr      | Titel                                                       | Rolle                                                             |
| --------- | ----------------------------------------------------------- | ----------------------------------------------------------------- |
| 2023      | Ferry: Die Serie                                            | Danielle Bouman                                                   |
| 2023      | Blablabla met Schaap                                        | Sendung rund um niederländische Dialekte; Schaap als Gastgeberin  |
| 2023      | Cast                                                        | als sie selbst (1 Folge)                                          |
| 2022      | Make Up Your Mind                                           | sich selbst (Folge 3)                                             |
| 2021      | Drag Race Holland (niederl. Ableger von RuPaul’s Drag Race) | Jurymitglied                                                      |
| 2021      | De Casting Kantine                                          | Jurymitglied                                                      |
| 2020      | I.M.                                                        | Leonie Smit                                                       |
| 2020      | Barrie Barista En Het Einde Der Tijden                      | Lilian                                                            |
| 2020–     | Nieuw zeer                                                  | u. a. Vlogster Hymke                                              |
| 2019–2021 | Undercover                                                  | Danielle Bouman                                                   |
| 2017–2018 | Soof: een nieuw begin                                       | Josine                                                            |
| 2016–     | De TV Kantine                                               | Parodien bekannter niederländischer Künstler und auch der Königin |
| 2015–2019 | Familie Kruys                                               | Ruxandra                                                          |
| 2014      | Welkom bij de Romeinen                                      | Yvonne Jasperia                                                   |
| 2013–2016 | Koefnoen                                                    | Königin Máxima und Chantal Janzen                                 |
| 2013      | Doris                                                       | Maya                                                              |
| 2012      | Welkom in de Gouden Eeuw                                    | Lidewij                                                           |
| 2012      | De vloer op                                                 |                                                                   |
| 2012–     | Het Klokhuis                                                | Kassameisje Samantha (Kassiererin)                                |
| 2011      | Hart tegen Hard                                             | Ava Berendsen                                                     |
| 2009      | De vloer op                                                 |                                                                   |
| 2007      | Keyzer & De Boer Advocaten                                  | Annabel Prior                                                     |
| 2005      | Hotnews.nl                                                  | Maja                                                              |
| 2004      | Bitches                                                     | Chloe (1. Folge)                                                  |

| Jahr      | Produktion                                                  |
| --------- | ----------------------------------------------------------- |
| 2019      | Single Camping (Bos Theaterproducties)                      |
| 2017      | Into the Woods (PIT Producties)                             |
| 2016      | We Want More (Bos Theaterproducties)                        |
| 2015      | De terugkeer van Hans en Grietje (Orkater)                  |
| 2014      | Sissi (Sonnevanck)                                          |
| 2014/2015 | Hij Gelooft in Mij (Musical, Stage Entertainment Nederland) |
| 2013      | Een ideale vrouw (DeLaMar Producties)                       |
| 2012/2013 | Woef side story (RO Theater)                                |
| 2011      | Heldenbrigade (Toneelmakerij)                               |
| 2011      | Hartfalen (Orkater)                                         |
| 2010      | Alex in Wonderland (Bellevue Lunchtheater)                  |
| 2010      | Sunday in the park (M-lab)                                  |
| 2010      | De boot en het meisje (M-lab)                               |
| 2010      | Meisjes van Mussolini (Orkater)                             |
| 2009      | Antigone-Kreon-Oidipous (Toneelgroep Amsterdam)             |
| 2008      | Temmen van de Feeks (Toneelgroep Amsterdam)                 |
| 2008      | Rocco und seine Brüder (Toneelgroep Amsterdam)              |
| 2008      | Zomergasten (Sommergäste von Maxim Gorki) (Bostheater)      |